# One Wild Night
One Wild Night – singel zespołu Bon Jovi wydany w 2001 promujący kompilację One Wild Night Live 1985–2001. Autorami utworu są Jon Bon Jovi i Richie Sambora. Pierwotnie utwór pojawił się na albumie Crush (2000), nagrany jednak został jego remix, który następnie został wydany jako singel i ukazał się na albumach kompilacyjnych: One Wild Night Live 1985–2001 i Tokyo Road: Best of Bon Jovi.

## Spis utworów
Sporządzono na podstawie materiału źródłowego.
1. „One Wild Night” (2001)
2. „Lay Your Hands on Me” (Live)
3. „I Believe” (Live)

## Pozycje na listach przebojów
| Lista              | Pozycja |
| ------------------ | ------- |
| Włochy             | 10      |
| Finlandia          | 10      |
| Belgia             | 37      |
| UK Top 40          | 10      |
| German Top 100     | 25      |
| ARIA Singles Chart | 35      |
| Swiss Music Charts | 31      |
| Austria            | 19      |
| Holandia           | 17      |
| Sverigetopplistan  | 32      |